# Pothyne paraterialba
Pothyne paraterialba är en skalbaggsart som beskrevs av Stefan von Breuning 1971. Pothyne paraterialba ingår i släktet Pothyne och familjen långhorningar. Inga underarter finns listade i Catalogue of Life.